# 朱庇特神庙 (卡比托利欧山)

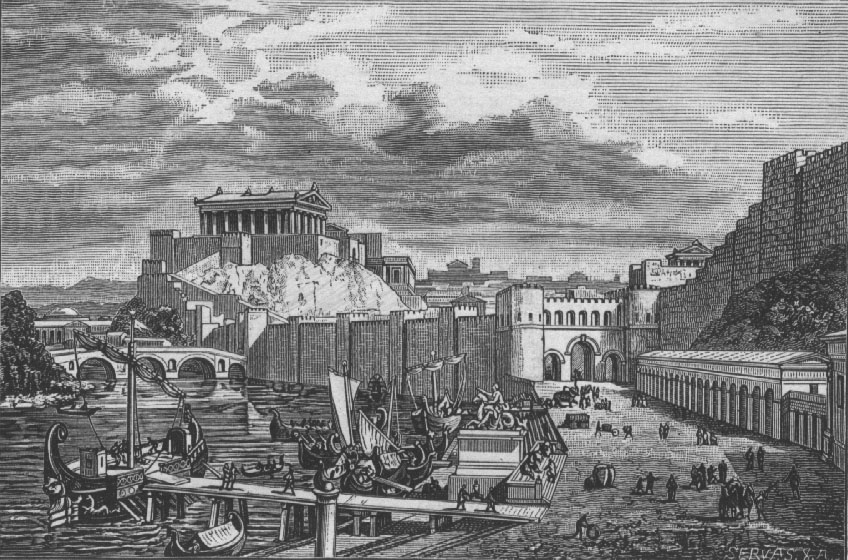
19世纪插图

朱庇特神庙（拉丁文：Aedes Iovis Optimi Maximi Capitolini）位于罗马的卡比托利欧山，是古罗马的一個宗教庙宇。

## 历史

### 第一神庙
对于第一座朱庇特神庙的了解，大多来自罗马的传说，据说完成于公元前509年（罗马共和国成立的年份）9月13日，供奉朱庇特、朱诺和弥涅耳瓦。卢修斯·塔克文·布里斯库在与萨宾人作战时来到神庙发誓，似乎表明已经有一定基础，不过大部分工作由卢修斯·塔克文·苏佩布完成。
传说还提到在兴建神庙之前，这个地点已经有其他神祠，当占卜师执行仪式寻求许可迁移神像时，据信只有护界特米努斯和青春女神朱文塔斯拒绝迁移，因此他们的神祠被纳入新的建筑。由于特米努斯是护界神，他的拒绝迁移被解释为对未来罗马的国运是有利的预兆。
原来的神庙实测为大约60×60米，是罗马全国最重要的宗教建筑。三位神各有单独的cella，朱诺在左侧，弥涅耳瓦在右侧，朱庇特在中间。神庙装饰以许多赤陶雕塑，其中最著名的是朱庇特驾着四马战车，安置在三角墙的顶部。这个雕塑，以及主cella的朱庇特神像，据称是伊特鲁里亚工匠武尔卡的作品。

### 第二神庙

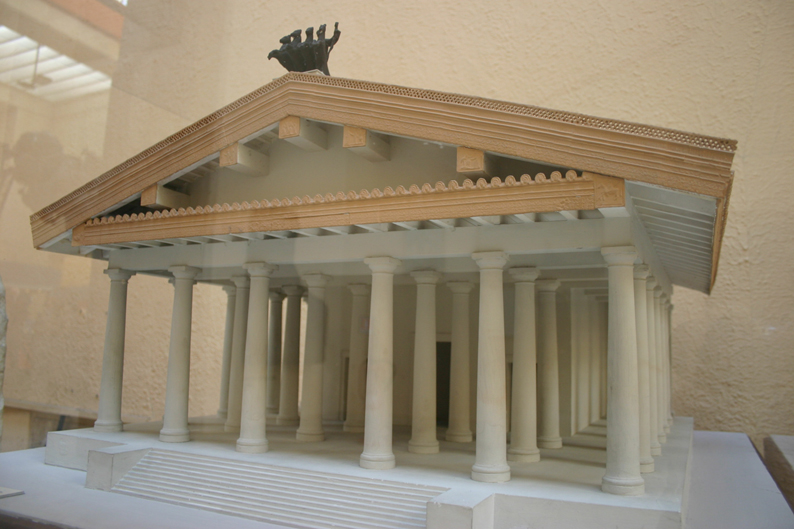
神庙模型

第一神庙在卢基乌斯·科尔内利乌斯·苏拉独裁期间的战争中遭到焚毁，收藏的西卜林书也在大火中失落。布鲁特斯和其他刺客在谋杀恺撒后将自己锁在里面。奥古斯都重建了神庙。

### 第三神庙

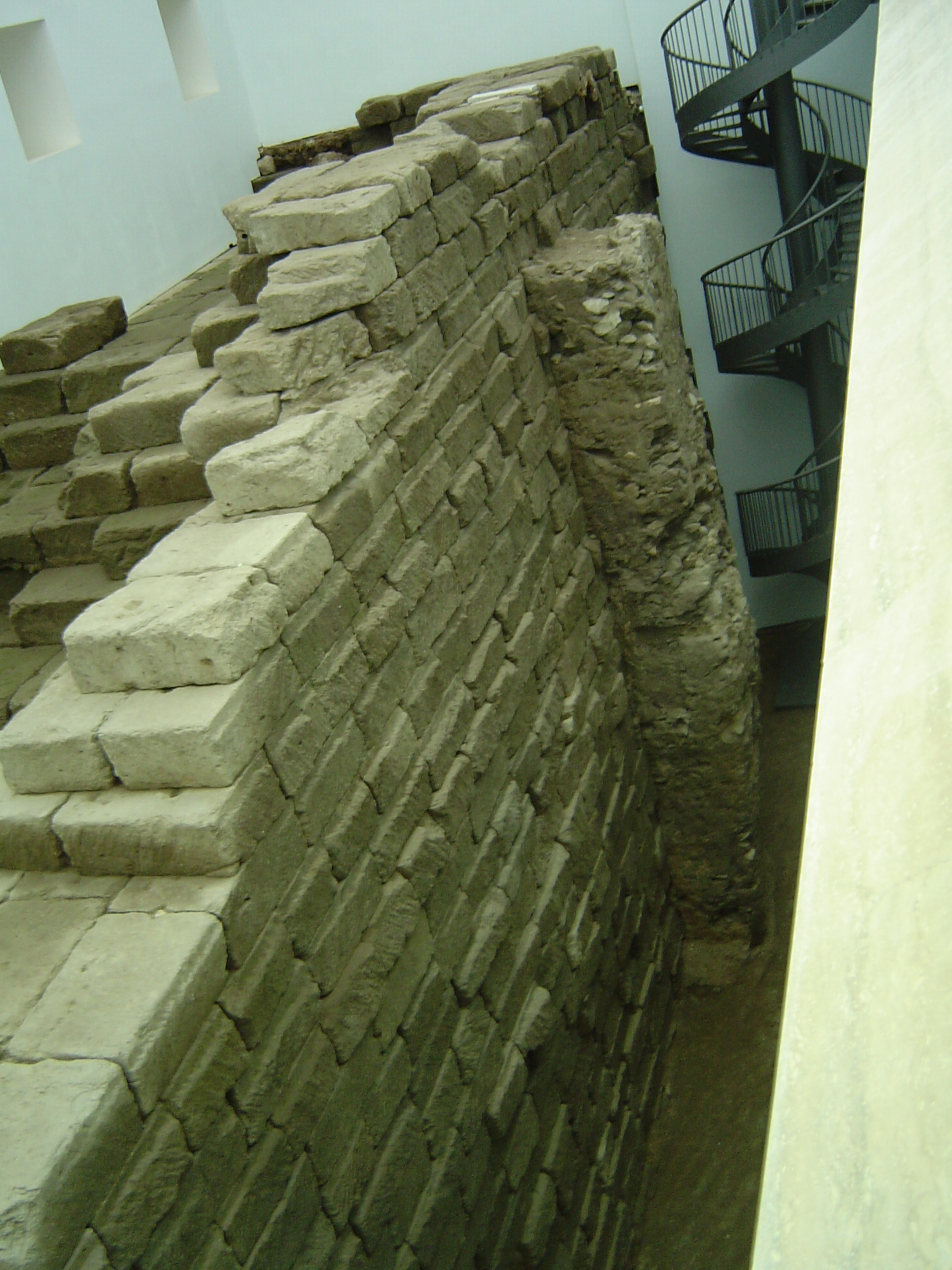
神庙残存的基础

第二神庙在公元69年四帝之年韦帕芗与进城称帝者的战斗中被焚毁。皇帝韦帕芗、提图斯和图密善重建神庙。根据古代文献，图密善使用至少一万二千塔兰同黄金为屋顶铜瓦镀金。为了保持原有的版本，复杂的雕塑替代品装饰着三角墙。卢浮宫内收藏的一幅文艺复兴时期复原画显示，在三角墙的最高点是一辆四马战车和一辆二马战车。两尊雕像充当中央柱脚，檐角上有战神马尔斯和女神维纳斯雕像。
在三角墙上，朱庇特两侧是朱诺和弥涅耳瓦，坐在宝座上，下面是展开翅膀的老鹰。他们的两侧分别是太阳神和月亮驾着二轮战车。
图密善完成的神庙保持基本完好无损超过400年，直到5世纪遭到劫掠。 

## 现状
今天，只在保守宫（Palazzo dei Conservatori）后面花园的展览区内有少量遗迹，其废墟是卡比托利欧博物馆的一部分。